# دمية النار
دمية النار هي رواية للكاتب والصحافي الجزائري بشير مفتي. صدرت الرواية لأوّل مرة عام 2010 عن الدار العربية للعلوم ناشرون، منشورات الاختلاف. ودخلت في القائمة النهائية «القصيرة» للجائزة العالمية للرواية العربية لعام 2012، المعروفة باسم «جائزة بوكر العربية».

## حول الرواية
تحكي رواية «دمية النار» قصة لقاء بين الروائي «بشير مفتي» بإحدى الشخصيات الغامضة والذي يسلمه بدوره مخطوط رواية يحكي فيها سيرته الذاتية٬ إنه «رضا شاوش» الذي يسعى جاهدًا أن لا يشبه والده الذي كان مديرًا لأحد السجون في السبعينيات ثم انتحر نهاية الثمانينيات من القرن العشرين. غير أن الأقدار شاءت له أن يسلك ذات الطريق الذي سار فيه والده من قبل وينضم إلى جماعة تعيش في الظل ويصبح واحدًا من رجالها الأساسيين.